# Константиновка (Покровский район)
Константи́новка (укр. Костянтинівка) — село на Украине, находится в Покровском районе Донецкой области.
Код КОАТУУ — 1423384001. Население по переписи 2001 года составляет 1293 человека. Телефонный код — 6278.

## Адрес местного совета
85653, Донецкая область, Марьинский р-н, с. Константиновка, ул. Советская, 55б[обновить данные]

## История
Во время вторжения России в Украину за село шли активные боевые действия. После захвата соседней Новомихайловки начались активные бои за село. К сентябрю 2024 года Константиновка была захвачена российскими войсками и полностью разрушена.